# Lampre-Merida/Saison 2016
Diese Liste beschreibt die Mannschaft und die Erfolge des Radsportteams Lampre-Merida in der Saison 2016.

## Saison 2016

### Erfolge in der UCI WorldTour
| Datum         | Rennen                         | Sieger         |
| ------------- | ------------------------------ | -------------- |
| 26. März      | 6. Etappe Katalonien-Rundfahrt | Davide Cimolai |
| 10. Mai       | 4. Etappe Giro d’Italia        | Diego Ulissi   |
| 18. Mai       | 11. Etappe Giro d’Italia       | Diego Ulissi   |
| 2. September  | 13. Etappe Vuelta a España     | Valerio Conti  |
| 24. September | 6. Etappe Eneco Tour           | Luka Pibernik  |

### Erfolge in der UCI Europe Tour
| Datum          | Rennen                           | Kat. | Sieger             |
| -------------- | -------------------------------- | ---- | ------------------ |
| 24. April      | 1. Etappe Türkei-Rundfahrt       | 2.HC | Przemyslaw Niemiec |
| 27. April      | 4. Etappe Türkei-Rundfahrt       | 2.HC | Sacha Modolo       |
| 30. April      | 7. Etappe Türkei-Rundfahrt       | 2.HC | Sacha Modolo       |
| 18. Juni       | 3. Etappe Tour de Slovénie (EZF) | 2.1  | Diego Ulissi       |
| 31. Juli       | Circuito de Getxo                | 1.1  | Diego Ulissi       |
| 12. August     | 2. Etappe Czech Cycling Tour     | 2.1  | Sacha Modolo       |
| 13. August     | 3. Etappe Czech Cycling Tour     | 2.1  | Diego Ulissi       |
| 11.–14. August | Gesamtwertung Czech Cycling Tour | 2.1  | Diego Ulissi       |

### Erfolge in der UCI Asia Tour
| Datum    | Rennen                          | Kat. | Sieger          |
| -------- | ------------------------------- | ---- | --------------- |
| 30. Mai  | 2. Etappe Japan-Rundfahrt       | 2.1  | Davide Cimolai  |
| 4. Juni  | 7. Etappe Japan-Rundfahrt       | 2.1  | Yukiya Arashiro |
| 23. Juli | 7. Etappe Tour of Qinghai Lake  | 2.HC | Federico Zurlo  |
| 26. Juli | 9. Etappe Tour of Qinghai Lake  | 2.HC | Marko Kump      |
| 27. Juli | 10. Etappe Tour of Qinghai Lake | 2.HC | Marko Kump      |

| Datum       | Rennen                   | Kat. | Sieger        |
| ----------- | ------------------------ | ---- | ------------- |
| 27. Oktober | 6. Etappe Tour of Hainan | 2.HC | Matej Mohorič |

### Nationale Straßen-Radsportmeister
| Datum    | Rennen                                          | Sieger        |
| -------- | ----------------------------------------------- | ------------- |
| 10. Juni | Slowenische Meisterschaft – Straßenrennen (U23) | Matej Mohorič |

### Zugänge – Abgänge
| Zugänge         | Team 2015                                  | Abgänge             | Team 2016           |
| --------------- | ------------------------------------------ | ------------------- | ------------------- |
| Simone Petilli  | Unieuro-Wilier                             | Niccolò Bonifazio   | Trek-Segafredo      |
| Louis Meintjes  | MTN-Qhubeka                                | Nélson Oliveira     | Movistar Team       |
| Matej Mohorič   | Team Cannondale-Garmin                     | Maximiliano Richeze | Etixx-Quick Step    |
| Marko Kump      | Adria Mobil                                | Rubén Plaza         | Orica GreenEdge     |
| Yukiya Arashiro | Team Europcar                              | Rafael Valls        | Lotto Soudal        |
| Federico Zurlo  | UnitedHealthcare Professional Cycling Team | Jose Serpa          | Karriereende        |
|                 |                                            | Filippo Pozzato     | Southeast-Venezuela |

### Mannschaft
| Teamkader 2016                                             | Teamkader 2016     | Teamkader 2016 | Teamkader 2016                      |
| Name                                                       | Geburtsdatum       | Land           | Vorheriges Team                     |
| ---------------------------------------------------------- | ------------------ | -------------- | ----------------------------------- |
| Yukiya Arashiro                                            | 22. September 1984 | Japan          | Team Europcar (2015)                |
| Matteo Bono                                                | 11. November 1983  | Italien        |                                     |
| Mattia Cattaneo                                            | 25. Oktober 1990   | Italien        | Trevigiani Dynamon Bottoli (2012)   |
| Davide Cimolai                                             | 13. August 1989    | Italien        | Liquigas-Cannondale (2011)          |
| Valerio Conti                                              | 30. März 1993      | Italien        |                                     |
| Mário Costa                                                | 15. November 1985  | Portugal       | OFM-Quinta da Lixa (2014)           |
| Rui Costa                                                  | 5. Oktober 1986    | Portugal       | Movistar Team (2013)                |
| Kristijan Đurasek                                          | 26. Juli 1987      | Kroatien       | Adria Mobil (2012)                  |
| Feng Chun-kai                                              | 2. November 1988   | Chinese Taipei | Team Gusto (2014)                   |
| Roberto Ferrari                                            | 9. März 1983       | Italien        | Androni Giocattoli-Venezuela (2012) |
| Xu Gang                                                    | 28. Januar 1984    | China          | Champion System (2013)              |
| Tsgabu Grmay                                               | 25. August 1991    | Äthiopien      | MTN-Qhubeka (2014)                  |
| Ilia Koshevoy                                              | 20. März 1991      | Belarus        |                                     |
| Marko Kump                                                 | 9. September 1988  | Slowenien      | Adria Mobil (2015)                  |
| Louis Meintjes                                             | 21. Februar 1992   | Südarfika      | MTN-Qhubeka (2015)                  |
| Sacha Modolo                                               | 19. Juni 1987      | Italien        | Bardiani Valvole-CSF Inox (2013)    |
| Matej Mohorič                                              | 19. Oktober 1994   | Slowenien      | Cannondale-Garmin (2015)            |
| Manuele Mori                                               | 8. September 1980  | Italien        | Scott-American Beef (2008)          |
| Przemysław Niemiec                                         | 11. April 1980     | Polen          | Miche (2010)                        |
| Simone Petilli                                             | 4. Mai 1993        | Italien        | Unieuro Wilier (2015)               |
| Luka Pibernik                                              | 23. Oktober 1993   | Slowenien      | Radenska (2014)                     |
| Jan Polanc                                                 | 6. Mai 1992        | Slowenien      | Radenska (2013)                     |
| Diego Ulissi                                               | 15. Juli 1989      | Italien        |                                     |
| Federico Zurlo                                             | 25. Februar 1994   | Italien        | UnitedHealthcare (2015)             |
| Fausto Masnada (1. Aug.–31. Dez., Stagiaire)               | 6. November 1993   | Italien        | Colpack (2016)                      |
| Edward Ravasi (1. Aug.–31. Dez., Stagiaire)                | 5. Juni 1994       | Italien        | Colpack (2016)                      |
| Oliviero Troia (1. Aug.–31. Dez., Stagiaire)               | 1. September 1994  | Italien        | Colpack (2016)                      |
|                                                            |                    |                |                                     |
| Quellen: ProCyclingStats Cycling Quotient Cycling Archives |                    |                |                                     |